# Olha Wołkowa
Olha Wołodymiriwna Wołkowa (ukr. Ольга Володимирівна Волкова; ur. 5 lipca 1986 w Mikołajowie) – ukraińska narciarka dowolna, specjalistka w skokach akrobatycznych. Jest brązową medalistką w skokach akrobatycznych, medal ten wywalczyła na mistrzostwach świata w Deer Valley. W zawodach tych wyprzedziły ją jedynie dwie Chinki: Cheng Shuang i Xu Mengtao. Startowała także na igrzyskach olimpijskich w Turynie, gdzie zajęła 13. miejsce, i na igrzyskach olimpijskich w Vancouver, gdzie uplasowała się na 14. miejscu w skokach akrobatycznych. Najlepsze wyniki w Pucharze Świata, osiągnęła w sezonie 2011/2012, kiedy to zajęła 7. miejsce w klasyfikacji generalnej, a w klasyfikacji skoków akrobatycznych była trzecia. Trzecie miejsce w klasyfikacji skoków zajęła też w sezonie 2010/2011. Pierwszy raz na podium zawodów tego cyklu stanęła 29 stycznia 2011 roku, zajmując trzecie miejsce.

## Osiągnięcia

### Igrzyska olimpijskie
| Miejsce | Dzień     | Rok  | Miejscowość | Konkurencja        | Zwycięzca     |
| ------- | --------- | ---- | ----------- | ------------------ | ------------- |
| 13.     | 22 lutego | 2006 | Turyn       | Skoki akrobatyczne | Evelyne Leu   |
| 14.     | 24 lutego | 2010 | Vancouver   | Skoki akrobatyczne | Lydia Lassila |

### Mistrzostwa świata
| Miejsce | Dzień    | Rok  | Miejscowość          | Konkurencja        | Zwycięzca    |
| ------- | -------- | ---- | -------------------- | ------------------ | ------------ |
| 18.     | 18 marca | 2005 | Ruka                 | Skoki akrobatyczne | Li Nina      |
| 11.     | 10 marca | 2007 | Madonna di Campiglio | Skoki akrobatyczne | Li Nina      |
| 8.      | 4 marca  | 2009 | Inawashiro           | Skoki akrobatyczne | Li Nina      |
| 3.      | 4 lutego | 2011 | Deer Valley          | Skoki akrobatyczne | Cheng Shuang |

### Puchar Świata

#### Miejsca w klasyfikacji generalnej
- sezon 2004/2005: 80.
- sezon 2005/2006: 65.
- sezon 2006/2007: 40.
- sezon 2007/2008: 44.
- sezon 2008/2009: 51.
- sezon 2009/2010: 47.
- sezon 2010/2011: 8.
- sezon 2011/2012: 7.
- sezon 2013/2014: 122.

#### Miejsca na podium w zawodach
1. Calgary – 29 stycznia 2011 (skoki akrobatyczne) – 3. miejsce
2. Moskwa – 12 lutego 2011 (skoki akrobatyczne) – 2. miejsce
3. Mont Gabriel – 15 stycznia 2012 (skoki akrobatyczne) – 1. miejsce
4. Calgary – 29 stycznia 2012 (skoki akrobatyczne) – 3. miejsce
5. Kreischberg – 17 lutego 2012 (skoki akrobatyczne) – 2. miejsce